# Моравички управни округ
Моравички управни округ се налази у централном делу Србије. Обухвата један град и три општине. Према подацима са последњег пописа 2022. године у округу је живело 189.281 становник Седиште округа је у граду Чачку.
Посебно место у споменичкој баштини Чачка и околине имају богомоље: манастири и цркве. Десет манастира у Овчарско-кабларској клисури, названи су Српском Светом гором. Неки од њих су подигнути у доба српске властеле Немањића, Лазаревића и Бранковића. У ових десет манастира вековима су чуване старе рукописне књиге, а неке од њих су овде и настале.
Чачак је велики привредни центар Србије. У привреди доминантно место има индустрија.

## Административна подела
Моравички управни округ обухвата један град и три општине.
| Назив                   | Грб | Број становника (2011) | Број становника (2022) |
| ----------------------- | --- | ---------------------- | ---------------------- |
| Град Чачак              |     | 117.072                | 106.453                |
| Општина Горњи Милановац |     | 42.730                 | 39.244                 |
| Општина Ивањица         |     | 32.047                 | 27.767                 |
| Општина Лучани          |     | 20.897                 | 17.090                 |

## Становништво
Према последњем попису из 2022. у Моравичком управном округу живео је 189.281 становник што је за 23.322 мање (-10,97%) у односу на претходни попис из 2011. на коме је било 212.603 становника.
Према попису из 2022. већину становништва чинили су Срби (94,13%).
| Етнички састав према попису из 2022.‍ | Етнички састав према попису из 2022.‍ | Етнички састав према попису из 2022.‍ | Етнички састав према попису из 2022.‍ | Етнички састав према попису из 2022.‍ |
| ------------------------------------ | ------------------------------------ | ------------------------------------ | ------------------------------------ | ------------------------------------ |
|                                      |                                      |                                      |                                      |                                      |
| Срби                                 | Срби                                 |                                      | 178.179                              | 94,13%                               |
| Роми                                 | Роми                                 |                                      | 738                                  | 0,39%                                |
| Југословени                          | Југословени                          |                                      | 240                                  | 0,13%                                |
| Црногорци                            | Црногорци                            |                                      | 204                                  | 0,11%                                |
| Македонци                            | Македонци                            |                                      | 134                                  | 0,07%                                |
| Хрвати                               | Хрвати                               |                                      | 94                                   | 0,05%                                |
| Остали                               | Остали                               |                                      | 477                                  | 0,25%                                |
| Регионално                           | Регионално                           |                                      | 31                                   | 0,02%                                |
| Неизјашњени                          | Неизјашњени                          |                                      | 1.453                                | 0,77%                                |
| Непознато                            | Непознато                            |                                      | 7.731                                | 4,08%                                |